# Jackson County, Tennessee
Jackson County är ett administrativt område i delstaten Tennessee, USA, med 11 638 invånare. Den administrativa huvudorten (county seat) är Gainesboro. 
Countyt har fått sitt namn efter general Andrew Jackson som var USA:s sjunde president 1829-1837 som hade besegrat britterna i slaget vid New Orleans den 8 januari 1815.

## Geografi
Enligt United States Census Bureau så har countyt en total area på 828 km². 800 km² av den arean är land och 28 km² är vatten.  

### Angränsande countyn
- Clay County - nord
- Overton County - öst
- Putnam County - syd
- Smith County - sydväst
- Macon County - nordväst